# Stazione di San Vito-Lanciano (1864)
La stazione di San Vito-Lanciano era una stazione ferroviaria posta lungo la linea ferrovia Adriatica. Serviva il comune di San Vito Chietino; era inoltre capolinea della ferrovia Sangritana, diretta alla vicina città di Lanciano.

## Storia
La stazione venne inaugurata il 25 aprile 1864 insieme alla tratta Ortona-Foggia; dal 1915 al 2005 fu servita dalla linea per Castel di Sangro.
La stazione continuò il suo esercizio fino alla sua chiusura, avvenuta nell'ottobre 2005, venendo poi sostituita dalla nuova stazione omonima. La stazione era attraversata dallo storico Treno della Valle, che da Lanciano percorreva le stazioni di Treglio, Rocca San Giovanni e Fossacesia, sino ad arrivare a San Vito Chietino Città e terminare a Marina di San Vito.

## Strutture e impianti

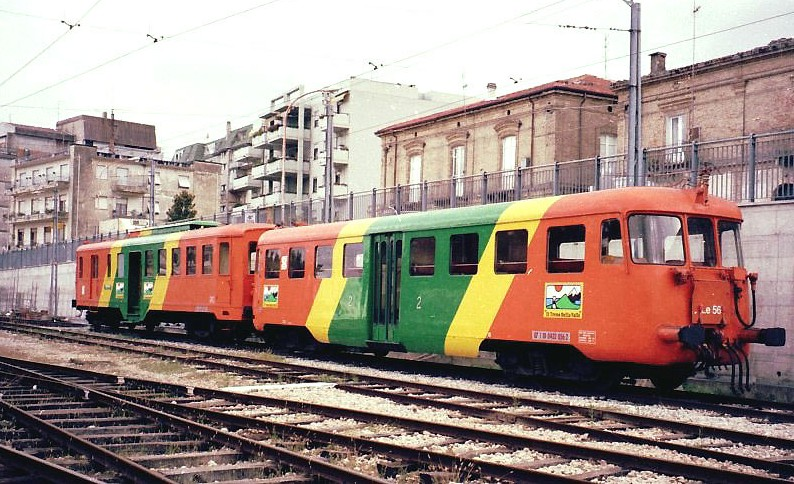
Il Treno della Valle (2006) lungo i binari della storica stazione Sangritana di Lanciano

La stazione storica si trova nella Marina di San Vito, in via Lungomare Sud "Ericle d'Antonio", a ridosso della spiaggia pietrosa dei trabocchi. La stazione attuale è una ricostruzione post bellica della preesistente, andata distrutta dai tedeschi nel 1943, e ha un aspetto moderno. Si conservano ancora molto bene la palazzina centrale per la biglietteria, gli uffici e l'accesso ai binari, il palazzetto coperto per i passeggeri, e il servizio ristorazione. Dopo la soppressione la stazione è caduta nel degrado, segnata profondamente anche da atti di vandalismo. Negli anni '90 sono partiti i primi progetti per riutilizzare le storiche stazioni ferroviarie sulla zona adriatica della costa dei Trabocchi, con lo scopo di essere adibite a infopoint turistici e luogo di affitto di biciclette, nell'ambito del progetto della pista ciclopedonale Adriatica, che da Trieste dovrà arrivare sino a Santa Maria di Leuca.
La stazione è stata interessata dal progetto solo di recente, nel 2018, con l'avvio di lavori di sistemazione dell'ex tracciato ferroviario, privato dal 2005 dei binari, al fine di essere trasformato in un percorso ciclo pedonale. I lavori di adeguamento all'ex stazione devono ancora partire.

### Stazione storica Sangritana di Lanciano
Si trova in Piazzale della Stazione (o anche piazzale Camillo dell'Arciprete), nell'area della villa comunale, all'ingresso del Corso Trento e Trieste. Venne edificata nel primo decennio del Novecento, quando tra il 1908 e il 1915 veniva realizzata la ferrovia che collegava il comune marittimo di San Vito Chietino a Castel di Sangro, risalendo il fiume sino all'alta montagna. La stazione è ancora oggi usata, anche se la nuova è stata edificata intorno al 2010-11 più a sud, nel nuovo tratto ferroviario, sotto il colle della chiesa di Sant'Antonio di Padova. La stazione presenta un'interessante architettura neoclassica, a pianta rettangolare, con gli angoli fasciati da bugne, scandita da paraste e cornici marcapiano intonacate di bianco in due piani, con ordine regolare di finestre. La cornice superiore mostra nella parte centrale un piccolo rialzo con un orologio civico per segnare le partenze. L'interno è stato ampiamente rifatto, i locali del pianterreno sono adibiti a biglietteria e bar, mentre i piani superiori hanno gli uffici, condivisi con quelli di un nuovo stabile, costruito poco più a sud, nel piazzale di fermata degli autobus.

## Servizi
La stazione disponeva di:
- Biglietteria a sportello
- Biglietteria automatica
- Sala d'attesa
- Servizi igienici
- Ufficio informazioni turistiche